# Manuel García Herreros
Manuel-Antonio García-Herreros y Saénz de Tejada (San Román de Cameros, 10 de gener de 1767-Madrid, 29 d'abril de 1836) va ser un jurista i polític liberal espanyol del segle xix que va exercir —a més d'altres càrrecs— el de Secretari de Gracia i Justícia en tres ocasions diferents: durant la Guerra del francès, el Trienni Liberal i la Regència de Maria Cristina.

## Infància i joventut
Era el segon fill d'una família de pagesos de posició econòmica modesta. Amb vuit anys va viatjar a la ciutat de Mèxic, on residia el seu oncle Manuel. Allí va estudiar en el Col·legi franciscà de San Buenaventura, on va obtenir en 1783 el títol de Batxiller en Filosofia. Dos anys més tard consta que estudiava Teologia en el Reial Col·legi de San Pedre, San Pablo i San Ildefons de la mateixa ciutat. En 1790 va finalitzar els estudis eclesiàstics en la Universitat Pontifícia de Mèxic, però es va limitar a rebre els ordes menors sense arribar a ser sacerdot.
Va tornar a Espanya i va estudiar Lleis i Cànons en la Universitat d'Alcalá de Henares, on es va doctorar en 1793. A l'any següent va obtenir per oposició la plaça de catedràtic en aquesta mateixa universitat. Va iniciar una carrera judicial en la qual va obtenir renom. En 1797 va ser nomenat Advocat dels Rails Consells i Procurador General del Regne, i en 1800, Magistrat de la Junta de Consolidació de vals reals. En 1804 es va casar amb Ana María de Fondevilla y Causada, amb qui va tenir un fill, Manuel, que va néixer a Madrid en 1807.

## Guerra del francès
Després de l'esclat de la Guerra del francès va ser designat diputat suplent per la província de Sòria, a la qual llavors pertanyia San Román de Cameros. Va participar de forma destacada a les Corts de Cadis, adscrit al grup liberal i vinculat a Agustín Argüelles Álvarez. Va ser membre de diverses comissions parlamentàries, Secretari de les Corts i, en 1811, membre del Tribunal de Corts. Va participar en els debats relatius a la llibertat d'impremta, l'abolició de la Inquisició, la dels gremis, la dels senyorius i la dels majorats.
Després de ser proposat infructuosament com a membre de la Regència, va ser nomenat Secretari interí de Gracia i Justícia el 10 d'octubre de 1813, càrrec que va exercir fins al 4 de maig de 1814, quan Ferran VII va restablir l'absolutisme. Sis dies més tard va ser detingut, al costat dels altres membres de la Regència i el Govern i altres diputats liberals. Va ser condemnat a vuit anys de presó i traslladat al presidi del penyal d'Alhucemas.

## Trienni Liberal
Després del pronunciament de Rafael del Riego i l'obertura del Trienni Liberal va ser posat en llibertat, rebut com un heroi juntament amb els seus companys de presó i nomenat de nou Secretari de Gracia i Justícia el 8 d'abril de 1820 en un Govern liberal moderat qualificat llavors de doceañista pel seu suport a la Constitució de 1812 i la seva oposició a redactar una nova llei fonamental més radical. El 2 de març de 1821 va cessar en el càrrec.
Va passar poc després a ser Regidor de l'ajuntament de Madrid i de la Junta de beneficència. Al maig de 1823 va ser nomenat Secretari de Governació. No obstant això, l'arribada dels Cent Mil Fills de Sant Lluís enviats per la Santa Aliança van posar fi al període liberal i van ajudar al Rei a restablir l'absolutisme. Aleshores va haver d'exiliar-se a França.

## Regència de Maria Cristina
Durant la Regència de Maria Cristina, el govern de Cea Bermúdez va promulgar una amnistia que va permetre la tornada d'uns deu mil exiliats. Va tornar en 1834 i va ser nomenat Conseller d'Estat i Pròcer del Regne. El 13 de juny de 1835 li va ser encomanada de nova la cartera de Gracia i Justícia en el gabinet presidit pel comte de Toreno. El 4 de juliol va publicar el decret que ordenava l'expulsió dels jesuïtes i la confiscació dels seus béns; el 25 de juliol va publicar un altre pel qual es clausuraven els convents amb menys de dotze membres, la qual cosa va suposar la supressió de nou-cents monestirs; va ser també l'impulsor de la primera Llei d'Impremta.
Va cessar en el càrrec el 28 de novembre de 1835 i es va retirar de la política. Va morir a Madrid el 29 d'abril de 1836; d'una apoplexia segons va explicar el seu fill Manuel-Luis.